# Juwok
Juwok is een bestuurslaag in het regentschap Sragen van de provincie Midden-Java, Indonesië. Juwok telt 2702 inwoners (volkstelling 2010).